# Hadsten Håndbold
Hadsten Håndbold er en dansk håndboldklub fra Hadsten i Østjylland. Klubbens kvindehold spiller i 2. division i sæsonen siden 2024-25. Kvindeholdets cheftræner er Mathias Broløs. Hjemmebanen er Vestjysk BANK Arena.
Tidligere kvindelig landsholdspiller Anne Dorthe Tanderup startede sin håndboldkarriere som U8 spiller i Vissing-Hadsten HK og tidligere landsholdsspiller Maria Fisker har ligeledes spillet i klubben.

## Historie
HSK Håndbold fik sit nuværende navn i 2005, da den tidligere divisionsklub Vissing-Hadsten HK fusionerede med Hadsten Gymnastikforening.

## Resultater
| Sæson   | Grundspil | Slutspil                           | Række       | Noter                     |
| ------- | --------- | ---------------------------------- | ----------- | ------------------------- |
| 2010/11 | 8         |                                    | 2. division |                           |
| 2011/12 | 1         |                                    | 2. division | Oprykning til 1. division |
| 2012/13 | 8         |                                    | 1. division |                           |
| 2013/14 | 7         |                                    | 1. division |                           |
| 2014/15 | 7         |                                    | 1. division |                           |
| 2015/16 | 6         |                                    | 1. division |                           |
| 2016/17 | 2         | Primo Tours Ligaen - Kvalifikation | 1. division |                           |
| 2017/18 | 5         |                                    | 1. division |                           |
| 2018/19 |           |                                    |             |                           |
| 2019/20 | 9         |                                    | 1. division |                           |
| 2020/21 | 7         |                                    | 1. division |                           |
| 2021/22 | 6         |                                    | 1. division |                           |

## Nuværende trup

### Spillertruppen 2021-22
| Nr. | Navn                    | Nationalitet | Position     | I klubben siden |
| --- | ----------------------- | ------------ | ------------ | --------------- |
| 1   | Sophie Toft             | Danmark      | Målvogter    | 2013            |
| 5   | Cecilie Hovgaard        | Danmark      | Venstre back | 2021            |
| 6   | Kathrine Skipper        | Danmark      | Venstre fløj | 2013            |
| 7   | Mathilde Boesen         | Danmark      | Playmaker    | 2021            |
| 8   | Kamilla Bruus           | Danmark      | Stregspiller | 2020            |
| 9   | Sophie Ladekjær         | Danmark      | Stregspiller | 2015            |
| 11  | Sarah Jakobsen Madsen   | Danmark      | Højre back   | 2022            |
| 12  | Sarah Ernebjerg Jensen  | Danmark      | Målvogter    | 2019            |
| 15  | Mathilde Maria Pedersen | Danmark      | Højre back   | 2020            |
| 18  | Sofie Fynbo Larsen      | Danmark      | Venstre back | 2021            |
| 20  | Stine Kjær Schmidt      | Danmark      | Venstre back | 2018            |
| 22  | Sarah Stougaard         | Danmark      | Venstre fløj | 2021            |
| 25  | Sofie Nordlund Kessel   | Danmark      | Venstre back | 2021            |
| 31  | Josefine Thorsted       | Danmark      | Højre fløj   | 2020            |